# Bonampak
Bonampak ('Beschilderde Muren') is de moderne aanduiding van een in 1946 door Giles Healy ontdekte archeologische plaats gelegen in de Lacandónjungle van de staat Chiapas in Mexico. Tot het begin van de negende eeuw was hier de hoofdplaats van een klein Mayavorstendom gevestigd dat onderhorig was aan de vorst van Yaxchilan. Bonampak's faam berust op een tempel waarvan de drie kamers de best-bewaarde en meest gevarieerde muurschilderingen van de Klassieke Periode bevatten.

## Plein
De eerdere kleine Mayasite van ongeveer 500m x 800m werd rond een centraal plein ontwikkeld. Op het plein vinden we enkel typische Mayastele met hiëroglyfen. Centraal staat de piramide met een basisplatform van minder dan 10 treden waarop de 2 hogere niveaus werden gebouwd. Bovenaan vinden we het gebouw met de muurschilderingen

## Muurschilderingen
De muurschilderingen in structuur 1 gaan terug tot het jaar 791. Ze werden aangebracht op een hard stucwerk dat de muur egaliseert en een zachte versie waarop werd geschilderd. De schilderingen versieren de muren van 3 kamers en verbeelden scenes over de voorbereiding van een oorlog en een oorlog. Sommige zijn nog in redelijk goede staat terwijl andere met infraroodlicht moesten gescand worden om de originele te kunnen visualiseren en digitaliseren.
In één kamer werden de gezichten van de personen vanaf de 2de rij en hoger op een gelijkaardige manier beschadigd. Hierover zijn 2 theorieën. De eerste verklaart dat de ogen van de 'hogere' personen bestonden uit edelstenen die werden gestolen en de tweede speculeert dat na een machtswissel de vorige elite onherkenbaar werd gemaakt.
Uit de gedetailleerde scenes werd informatie verkregen over de Maya hiërarchie, kleding, textiel en muziekinstrumenten.